# Asmate austautaria
Asmate austautaria är en fjärilsart som beskrevs av Charles Oberthür 1881. Asmate austautaria ingår i släktet Asmate och familjen mätare. Inga underarter finns listade i Catalogue of Life.